# کهکشان تاریک
کهکشان تاریک (به انگلیسی: Dark galaxy) به یک کهکشان فرضی گفته می‌شود که (با وجود وسعت کهکشانی) ستاره‌های کم یا بسیار کمی دارد. آن‌ها نام خود را به دلیل نداشتن ستارگان قابل مشاهده دریافت کردند، اما در صورت داشتن مقدار قابل توجهی گاز، ممکن است قابل تشخیص باشند. اخترشناسان مدت‌هاست کهکشان‌های تاریک را به‌صورت تئوری مورد توجه قرار داده‌اند، اما تاکنون هیچ نمونه تأیید شده‌ای از آن وجود ندارد. کهکشان‌های تاریک از ابرهای گازی بین کهکشانی ناشی از برهم‌کنش‌های جزر و مد کهکشانی متمایز هستند، زیرا این ابرهای گازی حاوی مادهٔ تاریک نیستند، بنابراین از نظر فنی شرایط کهکشان خوانده شدن را ندارند. تشخیص بین ابرهای گازی میان کهکشانی و کهکشان‌های تاریک دشوار است. تا کنون مناسب‌ترین نامزد کهکشان تاریک بودن «HI1225+01» و «AGC229385»
و توده ابرهای گازی بی‌شماری است که در بررسی‌ها در بارهٔ اختروش‌ها کشف شده‌اند.

## شواهد رصدی
بررسی‌های رصدی گسترده با تلسکوپ‌های رادیویی حساس اما با وضوح پایین مانند رصدهای آرسیبو یا پارکس به دنبال انتشار خط ۲۱ سانتی‌متری از هیدروژن اتمی در کهکشان‌ها هستند. این بررسی‌ها پس از آن با طیف‌سنجی‌های نوری برای شناسایی هرگونه جسم بدون همتای نوری، یعنی منابع بدون ستاره، مطابقت دارد.